# Kroatiens regioner

Centrala Kroatien
Dalmatien
Istrien
Slavonien

Kroatiens regioner avser kulturhistoriska landskap och regioner i Kroatien.
Kroatien är administrativt indelat i län, kommuner och städer och landets kulturhistoriska landskap och regioner saknar administrativ betydelse. Det finns inga glasklara gränser mellan landskapen och regionerna och de sammanfaller inte med de administrativa länsindelningarna. Landskapen och regionerna omnämns vanligtvis i regionalpolitisk, historisk och ekonomisk kontext och utgör en del av den lokala och regionala identiteten. Landskaps- och regionsnamnen används många gånger av marknadsföringsskäl.
Indelningen av Kroatien i landskap och regioner kan skilja. Ur kulturhistoriskt hänseende särskiljs vanligtvis landskapen centrala Kroatien, Dalmatien, Istrien och Slavonien. Dessa delas sedan in i mindre regioner.

## Landskap
| Namn              | Karta                                               | Mikroregioner                                                       |
| ----------------- | --------------------------------------------------- | ------------------------------------------------------------------- |
| Centrala Kroatien | Karta som visar centrala Kroatiens läge i Kroatien. | Banovina, Gorski kotar, Kordun, Kvarner, Lika, Međimurje, Moslavina |
| Dalmatien         | "Karta som visar Dalamtiens läge i Kroatien."       | Konavle, Zagora                                                     |
| Istrien           | "Karta som visar Istriens läge i Kroatien.          |                                                                     |
| Slavonien         | "Karta som visar Slavoniens läge i Kroatien."       | Podunavlje, Podravina, Posavina                                     |

## Regioner
- Banovina
- Baranja
- Gorski kotar
- Konavle
- Kordun
- Kvarner
- Lika
- Međimurje
- Moslavina
- Podgorje
- Podunavlje
- Podravina
- Posavina
- Prigorje
- Primorje
- Srijem
- Turopolje
- Zagora
- Zagorje

## Historiska regioner
Historiska kroatiska regioner är regioner som styrts av kroatiska härskare, har eller har haft en stor kroatiska befolkning. 
- Bosnien
  - Vrhbosna
  - Donji Kraji
  - Rama
  - Usora
  - Soli
  - Podrinje
  - Završje
- Hercegovina
  - Hum
- Kotorbukten